# پدوباکتر
پدوباکتر یک سرده از باکتریهای گرم منفی و باکتری‌های همراه با خاک است. گونه‌های آن از جمله پدوباکتر هپارینوس که قبلاً با نام فلاووباکتریوم هپارینوم شناخته می‌شد، هپاریناز تولید می‌کند و قادر به استفاده از هپارین به عنوان تنها منبع کربن و نیتروژن است.
در زیست‌شناسی مولکولی نیز، پدوباکتر به عنوان یکی از آلاینده‌های معرف‌های کیت استخراج DNA و سیستم‌های فوق-خالص آب است که ممکن است منجر به ظاهر غلط اندازش در ریزاندامگان همزیست یا مجموعه داده‌های متاژنومیکس شود.

## گونه ها
- پدوباکتر آفریکانوس
- پدوباکتر آگری
- پدوباکتر آلوویونیس
- پدوباکتر آرکتیکوس
- پدوباکتر بورئالیس
- پدوباکتر کریوکونیتیس
- پدوباکتر جینسنجیزولی
- پدوباکتر هپارینوس
- پدوباکتر اینسولا
- پدوباکتر ججوئنسیس
- پدوباکتر لنتوس
- پدوباکتر نیاکنسیس
- پدوباکتر ریزوسفرا
- پدوباکتر سالتانس
- پدوباکتر سولی
- پدوباکتر تریکولا

## برای خواندن بیشتر
- Kook, MooChang; Park, YongJin; Yi, Tae-Hoo (2014). "Pedobacter jejuensis sp nov., isolated from soil of a pine grove, and emended description of the genus Pedobacter". International Journal of Systematic and Evolutionary Microbiology. 64 (Part 5): 1789–1794. doi:10.1099/ijs.0.058024-0. PMID 24573158. Archived from the original on 12 November 2014. Retrieved 12 November 2014.